# Belägringen av Rhodos
Belägringen av Rhodos år 1522 var det andra osmanska försöket att erövra ön från de kristna Johanniterriddarna. Den första belägringen år 1480 var ett osmanskt misslyckande. Denna gång lyckades Osmanska riket inta Rhodos.

## Bakgrund

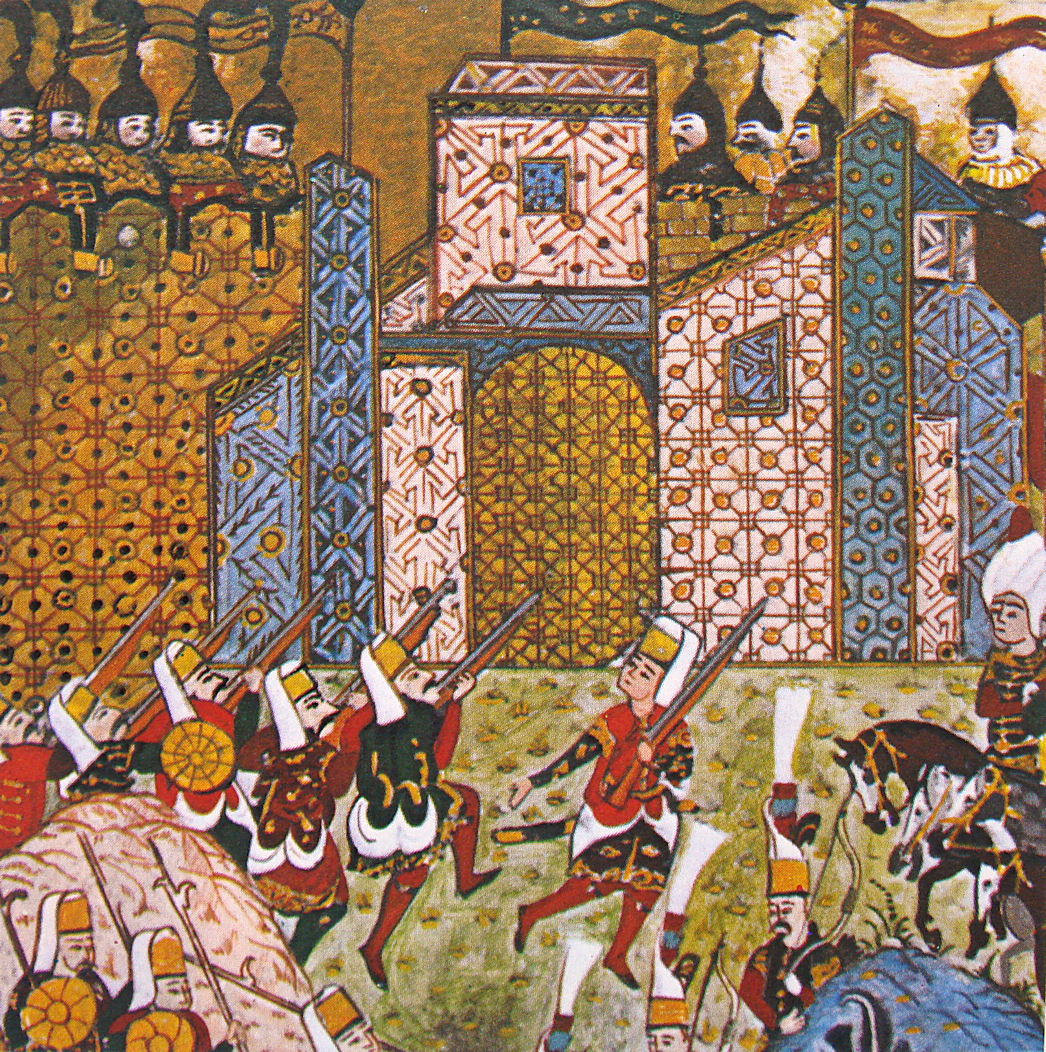
Osmanska riket anfaller kristna försvarare under belägringen av Rhodos, från ett osmanskt manuskript.

Malteserorden erövrade Rhodos under början av 1300-talet. Efter erövringen fortsatte orden sina krig mot turkarna. Osmanerna försökte erövra ön år 1480, men misslyckades.

## Förberedelser
År 1521 valdes en ny ledare för den kristna alliansen, Philippe Villiers de L'Isle-Adam. Den nye ledaren anade att en ny osmansk attack skulle komma, dock visste han inte när. Förberedelser gjordes dock omedelbart; han såg till att murarna (som visserligen redan var mycket starka) förstärktes genom nya konstruktioner. Ett flertal kristna elittrupper från Europa samlades på ön. Süleyman den store ledde själv belägringen med sina generaler Mustafa Pascha och Kurtoğlu Muslihiddin Reis. Denna gång med trupper bestående av osmanska turkar. Kraftiga kanoner användes även. Süleyman byggde alltsammans upp en armé på 20 000 man.

## Invasionen
När skeppen anlände till ön skred det kristna artilleriet till verket; dessa sänkte en del skepp innan trupperna hann ta sig till land. Turkarna besvarade med sitt tunga artilleri. Süleyman förlorade minst 8 000 man av rent artilleri och bågskytte. Under natten beordrade sultanen att den nya strategin skulle tas i bruk; turkarna började gräva tunnlar under muren, för att sedan lägga mängder av krut i ovala jordhål. Sedan sprängde de upp en stor del av muren och då inleddes anfallet med hela armén. Även Süleyman och hans generaler deltog i striden. Azaperna störtade in i centern och krossade den kristna fronten, janitsjarerna klättrade upp längs murarna och sipahierna anföll under ledning av Süleyman det kristna gardet som försvarade Philippe Villiers. Den turkiska armén slogs dock tillbaka.

## Efterdyningar
Efter sex månader och ändå ingen seger erbjöd Süleyman Philippe Villiers att överlämna Rhodos i utbyte mot att befolkningen skulle skonas och riddarna skulle få lämna ön i fred, annars skulle turkarnas numerärt överlägsna armé till slut ändå inta ön och då skulle de inte visa någon nåd. Philippe Villiers ville dock inte överlämna ön utan fortsatte striderna. Endast omkring 180 riddare räddades ut på havet men ortsbefolkningen och resten av riddarna avrättades.
Riddarna som lyckades fly bosatte sig efter en tid på Malta, som 1565 blev belägrat av Süleyman men då skulle Johanniterriddarna segra.
Det osmanska riket hade nu tagit ett avgörande steg mot kontroll över östra Medelhavet.